# Toodsi (Rõuge)
Toodsi – wieś w Estonii, w prowincji Võru, w gminie Rõuge.